# خان خواجة نظر
خان خواجه نظر (بالفارسية: کاروانسرای خواجه نظر) هو خان تاريخي يعود إلى عصر السلالة الصفوية، ويقع في مقاطعة جلفا.